# Тото ищет квартиру
«Тото ищет квартиру» (вариант названия — «Тото в поисках дома») — итальянский кинофильм.

## Сюжет
Семья Ломаччио, в которой двое детей, со времён войны живёт в неработающей школе. Когда школа, наконец, должна открыться, перед главой семьи встаёт проблема поиска нового жилья. В процессе поисков семья попадает во множество забавных приключений, успевая пожить даже на кладбище и в Колизее…

## В ролях
- Тото — Бениамино Ломаччо
- Марио Кастеллани
- Пьетро Де Вико
- Альда Манчини
- Мариса Мерлини
- Фолько Лулли

## Съёмочная группа
- Режиссёры: Стено, Марио Моничелли
- Оператор: Джузеппе Караччоло
- Композитор: Амедео Эскобар, Карло Рустикелли
- Сценарист: Сандро Континенца, Адженоре Инкроччи
- Продюсер: Антонио Мамбретти